# Ali Mohammad Mahar
Ali Mohammad Mahar (en ourdou : سردار علی محمد خان مہر), né le 12 janvier 1967 et mort le 21 mai 2019, est un chef tribal et homme politique pakistanais. Il a été ministre en chef du Sind de 2002 à 2004 et ministre fédéral du contrôle des stupéfiants de 2018 jusqu'à sa mort.
Il a été successivement membre du Parti du peuple pakistanais, de la Ligue musulmane du Pakistan (Q) puis du Mouvement du Pakistan pour la justice.

## Jeunesse et études
Ali Mohammad Mahar est né le 12 janvier 1967 à Khangarh, dans le nord de la province du Sind. Il est issu d'une famille influente en politique, à la tête de la tribu des Mahar, présente à Ghotki. Il commence sa scolarité à Bahawalpur et est titulaire d'un Bachelor of Arts de l'enseignement supérieur.
Il a au moins deux fréres, Ali Gohar Mahar élu député de l'Assemblée nationale et Ali Nawaz Mahar élu à l'Assemblée provinciale du Sind, comme son cousin Mohammad Bakhsh Khan Mahar.

## Carrière politique

### Débuts
Ali Mohammad Mahar commence sa carrière politique à 28 ans, quand il est élu député de l'Assemblée nationale lors d'une élection partielle en 1995. Il remplace ainsi son oncle décédé Ghulam Mohammad Khan Mahar, sous une étiquette du Parti du peuple pakistanais.

### Ministre en chef du Sind

L'Assemblée provinciale du Sind en 2002.

Ali Mohammad Mahar est élu député à l'Assemblée provinciale du Sind lors des élections législatives de 2002 avec 53,7 % des voix sur une étiquette indépendante dans une circonscription du district de Ghotki. Il rejoint ensuite la Ligue musulmane du Pakistan (Q), vainqueur de l'élection au niveau national. Il est choisi par le pouvoir militaire pour mener un gouvernement local de coalition excluant le Parti du peuple pakistanais. À ce titre, il fait une alliance avec le Mouvement Muttahida Qaumi (MQM), l'Alliance nationale et la Ligue musulmane du Pakistan (F). Il est élu ministre en chef du Sind et prête serment le 17 décembre 2002,.
Comme de nombreux politiciens pakistanais, Mohammad Mahar est probablement tombé du fait des violences à Karachi. Il aurait perdu la confiance du MQM, le plus important membre de sa coalition, et notamment de son chef Altaf Hussain. Il démissionne le 8 juin 2004 et est remplacé par Arbab Ghulam Rahim, un autre membre de son parti. Ses rivaux pointent la dégradation de la sécurité et une défense trop faible des intérêts de la province, notamment dans le partage de l'eau d’irrigation.

### Ministre fédéral
Lors des élections législatives de 2018, Mohammad Mahar est élu député à l'Assemblée nationale dans la deuxième circonscription de Ghotki, sous une étiquette indépendante. Il rejoint ensuite le Mouvement du Pakistan pour la justice puis intègre le cabinet fédéral d'Imran Khan en octobre 2018 en devenant ministre fédéral du contrôle des stupéfiants.

## Mort
Alors qu'il est ministre en fonction, Mohammad Mahar meurt d'une crise cardiaque le 21 mai 2019, à l'âge de 52 ans.